# Jüdischer Friedhof (Wißkirchen)

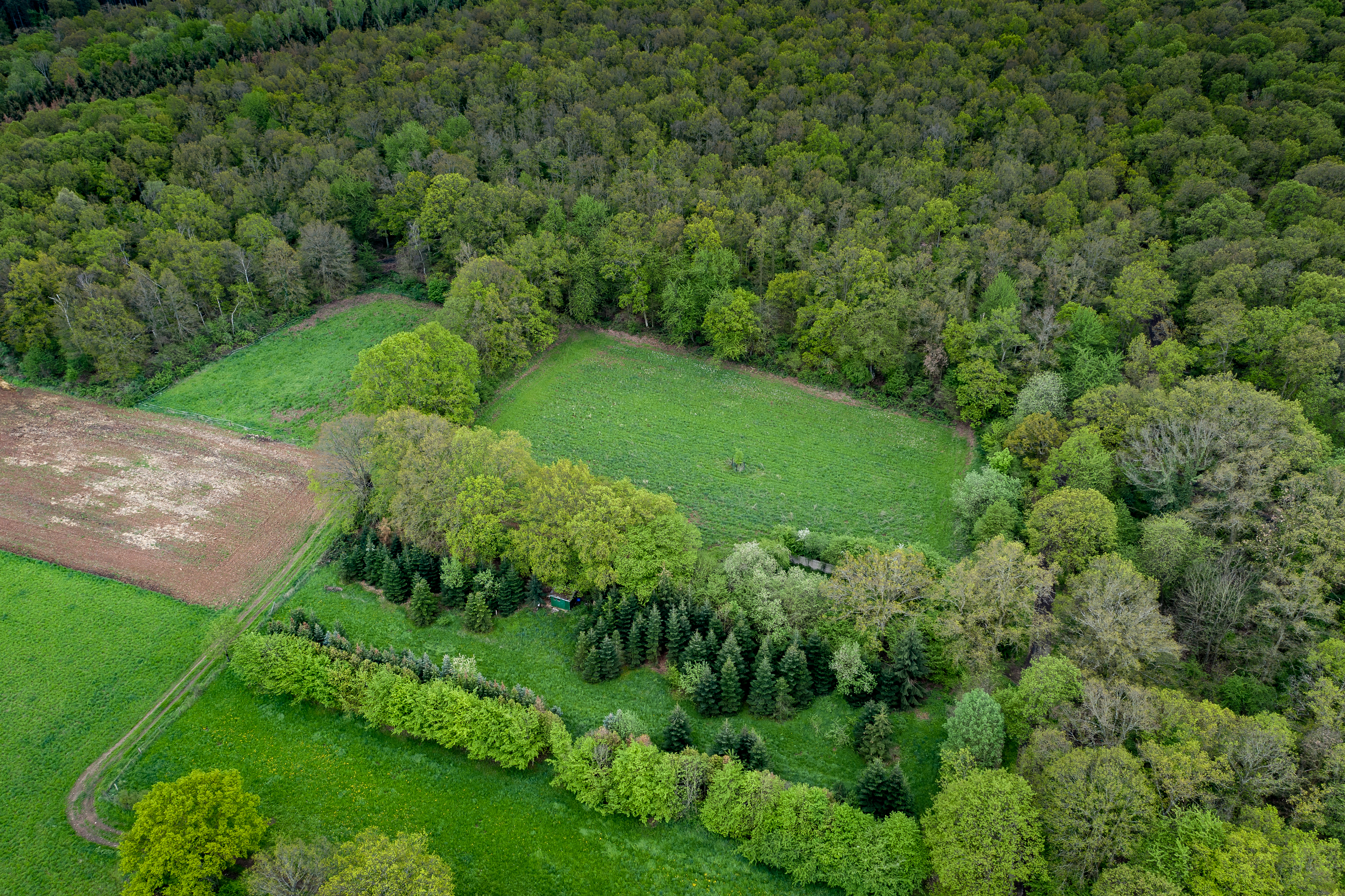
Gelände des ehemaligen jüdischen Friedhofs Wißkirchen

Der Jüdische Friedhof Wißkirchen lag am Billger Wald bei Wißkirchen, einem Stadtteil von Euskirchen, im Kreis Euskirchen in Nordrhein-Westfalen.
Von dem jüdischen Friedhof, der im 18. und 19. Jahrhundert belegt wurde, ist vor Ort nichts mehr zu sehen. Alte Einwohner können noch den Platz zeigen, auf dem am Waldrand der Begräbnisplatz gewesen ist. 